# Lee Young-jin
Đây là một tên người Triều Tiên, họ là Lee.
Lee Young-jin (Hangul: 이영진, Hanja: 李咏眞 - Hán-Việt: Lý Vịnh Chân, sinh ngày 27 tháng 10 năm 1963 tại Seoul) là một cựu cầu thủ và huấn luyện viên bóng đá chuyên nghiệp người Hàn Quốc.
Trước khi bắt đầu sự nghiệp bóng đá, ông theo học tại trường Đại học Quốc gia Incheon từ năm 1982 đến 1985. Trong sự nghiệp bóng đá của mình, ông chủ yếu chơi cho câu lạc bộ FC Seoul, sau đó là các đội Lucky-Goldstar Hwangso, LG Cheetahs và Anyang LG Cheetahs. Ông từng là thành viên của đội tuyển bóng đá quốc gia Hàn Quốc tham dự World Cup các năm 1990 và 1994.
Ngày 22 tháng 12 năm 2009, Daegu FC chọn ông làm người quản lý. Vào mùa giải năm 2011, mặc dù câu lạc bộ đã cải thiện được thứ hạng so với mùa giải trước với vị trí thứ 12 nhưng ông vẫn không được gia hạn hợp đồng.
Năm 2017, theo lời mời của HLV Park Hang Seo, ông sang Việt Nam làm trợ lý huấn luyện viên tại các đội U-23 Việt Nam cùng đội tuyển quốc gia.
Hiện tại, ông là cố vấn kỹ thuật của Đội tuyển Quốc gia Hàn Quốc.

## Sự nghiệp câu lạc bộ
- 1986–1995, 1997: FC Seoul
- → 1990: Sangmu FC (khi đang tại ngũ)
- 1996: Oita Trinita

## Sự nghiệp quốc tế
Lee Young-jin chơi cho đội tuyển quốc gia Hàn Quốc lần đầu tiên vào ngày 23 tháng 5 năm 1989 tại Vòng loại World Cup 1990, trong trận đấu với đội tuyển Singapore.
Ông từng là thành viên của đội tuyển quốc gia Hàn Quốc tham gia World Cup 1990 và 1994.

### Bàn thắng quốc tế
Kết quả ghi bàn thắng của Hàn Quốc trước:
| Ngày                     | Địa điểm        | Đối thủ | Bàn thắng | Tỉ số | Giải đấu                 |
| ------------------------ | --------------- | ------- | --------- | ----- | ------------------------ |
| ngày 25 tháng 5 năm 1989 | Seoul, Hàn Quốc | Nepal   | 1 goal    | 9-0   | Vòng loại World Cup 1990 |

## Sự nghiệp huấn luyện
- 1997: Anyang LG Cheetahs(cầu thủ kiêm huấn luyện viên)
- 1998–2005: FC Seoul (HLV)
- 2007–2009: FC Seoul (HLV)
- 2010–2011: Daegu FC (Quản lí)
- 2013–2014: Đại học Cheongju (Quản lí)
- 2015–2016: Daegu FC (Quản lí)
- 2017–2023: U23 Việt Nam và Đội tuyển Việt Nam (Trợ lí cho Park Hang Seo)

### Làm việc tại Việt Nam
Năm 2017, theo lời mời của Park Hang Seo, ông sang Việt Nam làm trợ lý Huấn luyện Viên tại các đội U23 Việt Nam và Đội tuyển Việt Nam. Ông đã cùng các thành viên khác trong Ban huấn luyện và các cầu thủ Việt Nam vào đến tận trận chung kết Giải vô địch bóng đá U-23 châu Á 2018, bán kết môn bóng đá nam Đại hội Thể thao châu Á 2018 và vô địch Giải vô địch bóng đá Đông Nam Á 2018.
Chiều ngày 21 tháng 12 năm 2018 tại Văn phòng Chính phủ trong lễ vinh danh đội tuyển Việt Nam vô địch AFF Suzuki Cup 2018, Thủ tướng Chính phủ Việt Nam Nguyễn Xuân Phúc đã trao tặng cho Lee Young-jin Huân chương Lao động hạng ba do Chủ tịch nước Nguyễn Phú Trọng ký quyết định tặng.
Đầu năm 2019, ông cùng đội tuyển Việt Nam vào đến vòng tứ kết Cúp bóng đá châu Á 2019 tuy nhiên đã phải dừng chân trước đội tuyển Nhật Bản với tỉ số sít sao 1-0.
Tại trận chung kết Đại hội Thể thao Đông Nam Á lần thứ 30, sau khi HLV Park Hang Seo nhận thẻ đỏ từ trọng tài trong phút thứ 76, ông thay HLV Park chỉ đạo đội bóng đến hết trận và tham gia họp báo sau trận đấu. Trước đó, trong trận đấu với đội tuyển Thái Lan, ông cũng đã phải nhận một chiếc thẻ vàng khi bảo vệ cho HLV Park.